# Ібурі (провінція)
Провінція Ібурі (яп. 胆振国, いぶりのくに, МФА: [ibuɾʲi no kuɲi], «країна Ібурі») — історична провінція Японії на острові Хоккайдо. Існувала з 1869 по 1882. Відповідає сучасному округу Ібурі префектури Хоккайдо. Станом на 1872 рік населення становило 6251 осіб.

## Повіти
- Ямакосі 山越郡
- Абута 虻田郡
- Усу 有珠郡
- Муроран 室蘭郡
- Йорібецу 幌別郡
- Сіраой 白老郡
- Юфуцу 勇払郡
- Тітосе 千歳郡